# Ставки (Яворівський район)
Ставки́ — село в Україні, в Яворівському районі Львівської області. Населення становить 211 осіб. Орган місцевого самоврядування — Івано-Франківська селищна рада.
Тут народився Юзеф Бялиня-Холодецький (1852—1934, Львів) — польський шляхтич, письменник, історик, учасник антиросійського Січневого повстання 1863 року.